# Eddie Thompson
Edgar Charles „Eddie“ Thompson (* 31. Mai 1925 in Shoreditch, London; † 6. November 1986 in London) war ein britischer Jazzpianist.

## Leben
Thompson war wie George Shearing blind und studierte an derselben Blindenschule Linden Lodge in Wandsworth wie dieser. Ab Mitte der 1940er Jahre war er in der Londoner Jazzszene aktiv (arbeitete aber nebenbei als Klavierstimmer) und nahm 1948 mit Quartett von Johnny Dankworth (mit Victor Feldman am Schlagzeug) auf und trat 1949 auf der Paris Jazz Fair mit der Band von Carlo Krahmer auf, der ebenfalls Schlagzeuger und hinter dem Label Esquire stand. In den 1950er Jahren hatte Thompson eigene Gruppen (Trio, Quintett-Aufnahmen bei Tempo) und spielte mit Tony Crombie, Vic Ash, Tommy Whittle und Ronnie Scott, in dessen Club er 1959/60 Hauspianist war. Anfang der 1960er Jahre spielte er regelmäßig im Downbeat Club. 1962 siedelte er in die USA über, wo er gute Aufnahme in die New Yorker Jazzszene fand (wo er sich mit Duke Ellington, Thelonious Monk, Erroll Garner befreundete) und 1963 bis 1967 im Hickory House in New York City spielte.
1972 kehrte er nach London zurück. Er spielte regelmäßig im BBC Jazz Club, hatte ein längeres Engagement im Jazz Cellar in Stockport und spielte regelmäßig im Pizza Express in London. Er nahm auch zahlreiche Platten mit seinem Trio (Len Skeat Bass, Martin Drew und später Jim Hall Schlagzeug) auf, unter anderem für das 77 Label, Hep Records und für BASF.  In den 1980ern begleitete er häufig durchreisende US-Jazzmusiker, unter anderem den nach langjähriger Abwesenheit (in den 1940er Jahren gehörte er in London zu den Bop-Pionieren) wieder in Großbritannien auftretenden Tenorsaxophonisten Spike Robinson. Er nahm auch mit dem Posaunisten Roy Williams auf. 1985 trat er erstmals nach dreizehn Jahren wieder in New York auf bei einem dreiwöchigen Engagement im Duo mit dem Pianisten Roger Kellaway im Upstairs und als Solo-Pianist. Er starb an den Spätfolgen starken Rauchens (Lungenemphysem).
Thompson konnte in den unterschiedlichsten Stilen spielen. Neben seinem frühen Vorbild Art Tatum, der ebenfalls blind war, war er auch von Oscar Peterson, Erroll Garner und Nat King Cole beeinflusst, die er bei Bedarf auch imitierte. Er besaß eine ausgefeilte Technik und kannte hunderte von teilweise obskuren Songtiteln auswendig (mit einer Vorliebe für George Gershwin Titel).